# Dobrá (Slovacchia)
Dobrá (in ungherese Kisdobra) è un comune della Slovacchia facente parte del distretto di Trebišov, nella regione di Košice.